# Ренди Роудс
Рендал Вилијам Роудс (енгл. Randall William Rhoads; 6. децембар 1956 — 19. март 1982) био је амерички хеви метал гитариста који је свирао са бендом Quiet Riot и Озијем Озборном. Као посвећени студент класичне гитаре, Роудс је комбиновао знање из класичне музике са својим стилом свирања. Погинуо је у авионској несрећи на Флориди 1982. Упркос краткој каријери, Ренди је оставио велик траг, и многи гитаристи га наводе као свог идола. Укључен је у неколико листи најбољих гитарсита свих времена.

## Биографија

### Детињство и младост
Ренди Роудс је рођен у Санта Моници, Калифорнија. Био је најмлађи од троје деце, имао је брата Дага и сестру Кети. Његови родитeљи, Долорес и Вилијам, били су наставници музичког. Када је Ренди имао 5 и по година, његов отац се одселио и оставио Долорес да се сама брине о троје мале деце. Његова мајка је отворила музичку школу у Северном Холивуду под именом Мусониа (енгл. Musonia), како би издржавала децу.
Пошто нису поседовали никакав музички уређај, деца су морала сама да стварају музику како би се забавила.  Ренди је почео да иде на часове класичне гитаре са 7 година у школи своје мајке. Убрзо је развио интересовање за електричну гитару и почео је да иде на часове код наставника Скота Шелија (енгл. Scott Shelly). После кратког времена, Шели је престао да држи часове, јер га је Ренди превазишао. Роудс је такође свирао клавир код своје мајке, како би развио разумевање за теорију музике.
У средњој школи упознао је Келија Гарнија (енгл. Kelly Garni), са ким је остварио блиско пријатељство. Почели су да свирају заједно на мањим скуповима, журкама, клубовима, и у наредном периоду су оформили  неколико бендова: Хор (енгл. The Whore), Вајолет Фокс (енгл. Violet Fox), Каценџамер Кидс (енгл. The Katzenjamer Kids) и Милдред Пирс (енгл. Mildred Pierce). Иако су слушали популарне музичаре и бендове тог времена, и своју музику базирали на основу њиховог утицаја, нису били изузетно популарни, те је живот ових бендова био кратког века. Неки од музичара и бендова који су утицали на њихов развој су: Дејвид Боуви (енгл. David Bowie), Алис Купер (енгл. Alice Cooper), Глен Бакстон (енгл. Glen Buxton), Мик Ронсон (енгл. Mick Ronson), Ролингстоунси (енгл. The Rolling Stones), Маунтин (енгл. Mountain), Скорпионс (енгл. Scorpions).

### Quiet Riot
Са 16 година, Роудс и Гарни су оформили бенд Литл Вимин (енгл. Little Women). Отприлике у исто време, Ренди је почео да држи часове гитаре у школи своје мајке преко дана, а увече је свирао у клубовима. Средњу школу (Burbank High School) је завршио по специјалном програму, који му је омогућио да скрати школовање и потпуно се посвети музици. Када су се бенду придружили певач Кевин Дубров (енгл. Kevin DuBrow) и бубњар Дру Форсит, бенд је променио име у Quiet Riot. Форсита су познавали од раније, док је Дубров био потпуно новопечени члан поставке и уопште није био певач каквог је Ренди замишљао за свој нови бенд. Фронтмен каквог су имали на уму требало је да подсећа на Алиса Купера или Дејвида Боувија. Ситни проблеми су настали у бенду јер Дубров није одстуапао од својих идеја. Aли пошто су Роудс и Гарни схватили да Дубров дели њихов ентузијазам, одлучили су да га задрже.
Quiet Riot је убрзо постао најпопуларнији бенд у клубовима Лос Анћелеса, и крајем 1976. су потписали уговор са CBS/Sony Records. Ренди је својим стилом облачења привлачио много пажње, и његове туфнасте кошуље су постале заштитни знак бенда.
Заједно су издали два албума: Quiet Riot 1977, и Quiet Riot II 1978, који су били објављени само у Јапану.

### Ози Озборн (Ozzy Osbourne)
Године 1979. бивши певач Блек Сабата (енгл. Black Sabbath) Ози Озборн, дошао је у Лос Анђелес у нади да оформи нови бенд. У то време Ренди Роудс је био незадовољан тиме што његов бенд није могао да сними албум за америчко тржиште. Дејна Струм (енгл. Dana Strum), као заједнички познаник, препоручио је Рендија Озију као решење за гитаристу. У септембру 1979, Ренди је отишао на аудицију и одушевио све присутне у студију, чак иако се само загревао. Саопштено му је да је добио посао, и на њему је било да одлучи да ли жели да напусти Quiet Riot.
Озборн се вратио у Енглеску, где је упознао бившег басисту Рејнбоуа (енгл. Rainbow) Боба Дејзлија (енгл. Bob Daisley). Њих двојица су се моментално разумела, и почели су да деле идеје. Озборн је рекао да је у Америци упознао талентованог младог гитарису. Озборн и Дејзли су се сложили да би требало да запосле Рендија, али менаџмент није делио њихов став. Недуго након тога, један од менаџера Дон Арден (енгл. Don Arden), се побунио и Роудс је добио позив да дође у Енглеску. 27. новембра 1979, Ренди је дошао у Лондон где се састао са Озборном и Дејзлијем у студију Џет Рекордс (енгл. Jet Records). Последњи члан који се придружио бенду био је бубњар Ли Керслејк (енгл. Lee Kerslake).
По комплетирању бенда, одмах су се упутили у студио и 20. септембра 1980. су објавили албум Blizzard of Ozz. На одушевљење свих чланова, албум је моментално постао хит у Америци. Охрабрени овим подвигом, после турнеје у Енглеској, почели су да снимају нови албум. 7. новембра 1981, албум је ојављен под називом Diary of a Madman.
Ренди је одлучио да после америчке турнеје напусти бенд, како би дипломирао класичну гитару на Универзитету Калифорније.

### Смрт
Дана 18. марта 1982, у Ноксвилу (енгл. Knoxville), Ренди је одсвирао свој последњи концерт. Следећег дана, група се упутила у Орландо. Застали су близу приватне писте у Лизбургу, јер се на аутобусу покварио клима уређај. На писти је било неколико авиона, и возач аутобуса Ендру Ајкок (енгл. Andrew Aycock), је без дозволе узео један од авиона. На први лет повео је клавијатуристу Дона Ајрија (енгл. Don Airey) и менаџера турнеје Џејка Данкана (енгл. Jake Duncan). На другом лету су му се придружили Ренди Роудс и шминкерка Рејчел Јангблад (енгл. Rachel Youngbood). Ајкок је из неког разлога одлучио да пролети поред аутобуса што је ближе могуће. Прва два пута су прошла рутински. Из трећег пута авион је крилом закачио аутобус и срушио се. Од силине ударца сви путници авиона су остали на месту мртви. Авион се након пада запалио и њихова тела су изгорела. Ренди је индетификован помоћу зубарског картона и личног накита.
Аутопсијом је утврђено да је Ајкок у крви имао кокаин.

### Наслеђе
Иако је његов живот био кратак, а каријера у замаху, Ренди Роудс је оставио велик утицај на свет метала. Утицао је на многе гитаристе као што су: Дајмбег Дарел (енгл. Dimebag Darrell), Џон Петручи (енгл. John Petrucci), Зек Вајлд (енгл. Zakk Wylde), Мајкл Ромео (енгл. Michael Romeo), Мик Томсон (енгл. Mick Thomson), Пол Гилберт (енгл. Paul Gilbert), Бакетхед (енгл. Buckethead), Мајк Мекриди (енгл. Mike McCready), Алекси Лајхо (енгл. Alexi Laiho).

### Дискографија
| Бенд       | Албум                  | Година |
| ---------- | ---------------------- | ------ |
| Quiet Riot | Quiet Riot             | 1977   |
| Quiet Riot | Quiet Riot II          | 1978   |
| Quiet Riot | The Randy Rhoads Years | 1933   |
| Ози Озборн | Blizzard of Ozz        | 1980   |
| Ози Озборн | Mr Crowley Live EP     | 1980   |
| Ози Озборн | Diary of a Madman      | 1981   |
| Ози Озборн | Tribute                | 1987   |
| Ози Озборн | Ozzy Live              | 2011   |